# نغازي بلاتينوم
نغازي بلاتينوم (المعروف أيضًا باسم نغازي بلاتينوم ستارز) هو نادي كرة قدم زيمبابوي. نشأوا في منجم نغازي [الإنجليزية] ويلعبون في ملعب باوباب [الإنجليزية] الذي تم تجديده حديثًا في نغازي. فاز النادي بأول لقب دوري له على الإطلاق في عام 2023.
صعد فريق نغازي بلاتينوم إلى الدرجة الأولى لأول مرة في عام 2016 وواصل الفوز بنهائي الكأس في نفس الموسم بفوزه 3-1 على نادي إف سي بلاتينوم في النهائي. قاد المدرب توندراي نديرايا فريق نغازي إلى المركز السابع في موسمهم الأول في الدوري الممتاز لكرة القدم، لكنه ترك الفريق بالتراضي قبل خمس مباريات من نهاية موسم 2018، والذي أنهى فيه نغازي بلاتينوم الموسم في المركز الثاني.

## نبذة تاريخية
بدأ نادي نغازي بلاتينوم ستارز المعروف سابقًا باسم نغازي سبورتو إف سي ممارسة كرة القدم الاجتماعية في عام 2001 وكان في ذلك الوقت برعاية MCC (Open Cast Contractor). ومع ذلك، في عام 2004 بدأ النادي ممارسة كرة القدم التنافسية وتأهل للانضمام إلى دوري الدرجة الثاني "ب" لاتحاد زيمبابوي لكرة القدم. لعب الفريق في دوري الدرجة الأولى لمنطقة شمال زيمبابوي في عام 2015 وفاز بالبطولة للصعود إلى الدوري الممتاز لكرة القدم في زيمبابوي تحت إشراف كليفتون كادوريرا.

## الفريق / اللاعبين

### حراس المرمى
- نيلسون تشادجا
- مارلون تشانج
- عيسى علي

### المهاجمون
- ماكدونالد ماكوي
- أنيلكا شيفاندير
- تنداي ماتينديفي
- ماندلا مليلو
- جونيور زيندوجا
- جيمس نجولوف

### لاعبو خط الوسط
- ويلينغتون تاديريرا
- مارلون موشونجا
- برونو ميتيجو
- تيخونا مابفورا
- نايجل ماكومبي
- مايكل شارامبا
- مالفين كوينجو

### المدافعون
- قادر أميني
- فرانك ماكاراتي
- واين ماكوفا
- موناشي كاتوندو
- كيث مويرا
- ارييل ماكوبا

### لاعبو خط الوسط
- جيرالد تاكوارا

### المدافعين المركزيين
- مويو مهذب
- كودزاي تشيغويدا

### الظهير الأيمن
- كلفن بولاجي

## ألقاب
- دوري زيمبابوي الممتاز : 2
- كأس زيمبابوي : 1

- بطولة المنطقة الشمالية 2015
- الترقية إلى دوري الدرجة الأولى في زيمبابوي في عام 2016
- كأس ياداه
- بطل كأس السوبر شيبوكو في عام 2016
- وصيف نهائي كأس السوبر شيبوكو (2019)

## الأداء في مسابقات الاتحاد الإفريقي لكرة القدم
- دوري أبطال إفريقيا : مشاركة واحدة
- كأس الكونفيدرالية الإفريقية : مشاركة واحدة

2017 - الدور الأول (دور الـ32)
2024 - الدور الأول (دور الـ32)